# والری مرس
والری مرس (فرانسوی: Valérie Mairesse‎؛ زادهٔ ۸ ژوئن ۱۹۵۵) هنرپیشه سینما و تئاتر اهل کشور فرانسه است. وی در سال ۱۹۷۸ نامزد جایزهٔ سزار شده بود.
از فیلم‌هایی که وی در آن نقش داشته است می‌توان به قربانی و یک روز در موزه اشاره کرد.